# Plaques de Peyer

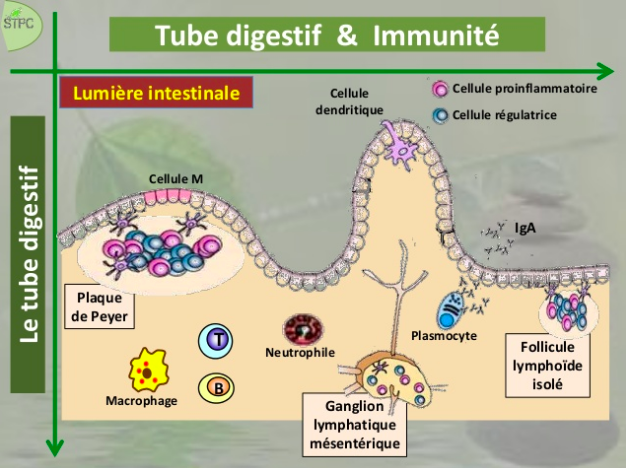
schéma simplifié de l'immunité intestinale (plaques de Peyer)

Les plaques de Peyer sont, avec les follicules lymphoïdes isolés et l'appendice, l'un des constituants du tissu lymphoïde associé à l'intestin, lui-même faisant partie du tissu lymphoïde associé au tube digestif (qui est lui-même un sous-ensemble du tissu lymphoïde associé aux muqueuses). Elles ont été découvertes par le médecin, enseignant, anatomiste et physiologiste suisse Johann Conrad Peyer (de) (1653-1712).

## Localisation et description
Les plaques de Peyer sont des agrégats de 5 à 200 follicules lymphoïdes situés à intervalles réguliers dans la partie terminale de l'iléon. Ces follicules lymphoïdes, composés en grande partie de lymphocytes B et de lymphocytes T, sont séparés de la lumière intestinale par des cellules épithéliales particulières, appelées cellules M (en anglais M cells pour microfold cells).

## Anatomie
D'aspect gaufré, les plaques de Peyer mesurent 15 à 18 mm de diamètre. Les plus petites (retrouvées dans la partie supérieure de l’iléon) mesurent 5 à 6 mm de diamètre tandis que les plus grandes qu'on rencontre vers la fin du jéjuno-iléon ont un diamètre de 10 à 12 mm. Il y en a rarement plus de trente, et souvent beaucoup moins. Elles sont elliptiques à grand-axe longitudinal et saillantes à la surface de la muqueuse. On n'en trouve jamais sur le côté de l'intestin qui reçoit l'insertion du mésentère. 
Au niveau de l'appendice, situées sur son extrémité cæcale, les plaques de Peyer présentent les mêmes caractéristiques qu'au niveau de l'intestin mais on note l'absence de bourrelets, de villosités et de dépressions réticulées qui existent dans les véritables plaques de Peyer.

## Histologie
Les plaques de Peyer sont des amas ovalaires d'environ 250 follicules lymphoïdes (soit environ 20 à 40 par plaque) situés à intervalles réguliers dans la partie terminale de l'iléon en formant un dôme dans la lumière.
Ces follicules lymphoïdes, composés en grande partie de lymphocytes B et de lymphocytes T, sont séparés de la lumière intestinale par des cellules épithéliales particulières : les cellules M (microfold cells). Ces dernières étant spécialisées dans l'incorporation et le transport d'antigènes sur leur surface apicale vers le tissu lymphoïde sous-épithélial grâce à leur pouvoir de trancytose facilitant l’échantillonnage des antigènes intestinaux.
Retrouvées dans la membrane muqueuse de l’intestin grêle, les plaques de Peyer comprennent :
- les follicules lymphoïdes
- les épithéliums associés aux follicules (EAF) riches en cellules immunitaires
- un dôme de cellules épithéliales
- la zone inter-folliculaire

## Fonction
Les plaques de Peyer sont l'un des sites d'induction de la réponse immunitaire dans l'intestin. La couche de mucus, qui maintient les bactéries de la lumière intestinale à distance de l'épithélium, est moins épaisse au niveau des cellules M surplombant les plaques de Peyer. L'activité d'endocytose des cellules M leur permet de capturer des antigènes de la lumière intestinale et de les présenter ensuite aux cellules dendritiques. Les cellules dendritiques de l'intestin peuvent également prélever directement des antigènes dans la lumière intestinale en projetant des dendrites entre les cellules épithéliales de l'intestin ou à travers les cellules M,.
Sous l'effet de l'acide rétinoïque (un dérivé de la vitamine A) sécrété par les cellules dendritiques, les lymphocytes T activés dans les plaques de Peyer produisent plusieurs cytokines parmi lesquelles du TGFβ, de l'IL-4, de l'IL-6 et de l'IL-10. À leur tour, ces cytokines activent la recombinaison isotypique et la production d'IgA par les lymphocytes B.
Les lymphocytes activés dans les plaques de Peyer migrent dans les ganglions lymphatiques mésentériques puis, à travers le canal thoracique et la circulation sanguine, retournent dans la lamina propria (ou chorion) de l'intestin où ils contribuent à la phase effectrice de la réponse immunitaire intestinale.